# Ursprünge der Viren
Im Gegensatz zu den drei Domänen der zellulären Organismen – Archaea, Bacteria und Eukarya (Archaeen, Bakterien und Eukaryoten –  komplex-zellulären Organismen), die einen gemeinsamen Vorfahren (Urvorfahren) haben, besteht zwischen den Virus-Realms im Allgemeinen keine genetische Beziehung, die auf gemeinsamer Abstammung beruht. Selbst innerhalb der einzelnen Realms stammen die Mitglieder nicht unbedingt von einem gemeinsamen Vorfahren ab. Die Realms sind so definiert (charakterisiert), dass sie Gruppen von Viren auf der Grundlage hochkonservierter Merkmale zusammenfassen, d. h. nicht auf der Grundlage einer gemeinsamen Abstammung, wie sie als Grundlage für die Taxonomie des zellulären Lebens dient. Jeder Realm der Viren stellt daher mindestens eine Instanz der Entstehung von Viren dar. Im Einzelnen:

## Adnaviria
Der Ursprung der Archaeen parasitierenden Adnaviria ist unbekannt (Stand 2020). Es wird aber vermutet, dass Vertreter der Adnaviria schon seit langer Zeit existieren, und dass sie bereits den letzten gemeinsamen Vorfahren der (heutigen) Archaeen (englisch last archaeal common ancestor, LACA) infiziert haben könnten.

## Duplodnaviria
Der Realm Duplodnaviria ist entweder monophyletisch oder polyphyletisch. Er geht möglicherweise sogar dem letzten „universellen“ gemeinsamen Ahn der heutigen zellulären Organismen (englisch last universal common ancestor, LUCA, auch most recent common ancestor, MRCA) voraus. Der genaue Ursprung des Realms ist nicht bekannt. Von allen Mitgliedern wird ein Hauptkapsidprotein (MCP) mit einer Faltung wie bei Escherichia-Phage HK97 (wissenschaftlich Byrnievirus HK97) kodiert und daher als HK97-MCP bezeichnet. Diese Proteinfaltung kommt außerhalb des Realms nur bei der Proteinfamilie der Encapsuline bei Bakterien und Archaeen vor, wie es Nanokompartimente ausbildet, die Ferritin-artige Proteine und Peroxidasen einkapseln, die vor oxidativem Stress schützen. Die Beziehung zwischen den Duplodnaviria  und diesen Nanokompartimenten ist noch nicht vollständig verstanden (Stand 2020).

## Monodnaviria
Der Realm Monodnaviria ist polyphyletisch, er scheint sich mehrfach aus zirkulären Plasmiden von Bakterien und Archaeen entwickelt zu haben. Das sind DNA-Moleküle außerhalb des Archaeen- bzw. Bakterienchromosoms, die sich im Innern dieser Archaeen bzw. Bakterien selbst replizieren.

## Riboviria
Der Realm Riboviria ist entweder monophyletisch oder polyphyletisch.
Die Reverse Transkriptase (RT) im Virusreich Pararnavirae hat sich wahrscheinlich bei einer einzigen Gelegenheit aus einem Retrotransposon entwickelt (einer Art von selbstreplizierendem DNA-Molekül, das sich durch reverse Transkription repliziert).
Der Ursprung der RNA-abhängigen RNA-Polymerase (RdRp) im Virusreich Orthornavirae ist weniger sicher. Es wurde einerseits vermutet, dass die RdRP entweder von einem bakteriellen Intron der Gruppe II abstammen, das für Reverse Transkriptase (RT) kodiert. Sie könnte aber auch bereits vor dem letzten „universellen“ gemeinsamen Ahn der heutigen zellulären Organismen (LUCA) entstanden sein, wenn dieser Nachkomme von Ribozyten einer urzeitlichen RNA-Welt war. Die Orthornavirae könnten dann den RT des heutigen zellulären Lebens mit DNA-Genom vorausgehen. Eine größere Studie aus dem Jahr 2022, in der neue Viren-Phyla beschrieben wurden, legt die Annahme nahe, dass RNA-Viren von der RNA-Welt abstammen. Die Retroelemente der heutigen zellulären Organismen könnten dann von einem Vorfahren abstammen, der mit dem Phylum Lenarviricota verwandt ist; Mitglieder eines neu entdeckten Orthornavirae-Phylums (vorgeschlagene Bezeichnung „Taraviricota“) sollten danach die Vorfahren aller RNA-Viren sein.

## Ribozyviria
Der Ursprung des realms Ribozyviria ist unbekannt. Es wurde vorgeschlagen, dass sie sich von Retrozymen (einer Familie von Retrotransposons) oder einem viroidähnlichen Element (d. h. einem Viroid oder Satellit) durch Einfang eines Kapsidprotein ableiten könnten.

## Varidnaviria
Der Realm Varidnaviria ist entweder monophyletisch oder polyphyletisch und geht möglicherweise (ebenfalls) dem letzten universellen gemeinsamen Ahn (LUCA) der heutigen zellulären Organismen voraus. Das Virenreich Bamfordvirae ist wahrscheinlich aus dem anderen Reich Helvetiavirae durch Verschmelzung zweier Hauptkapsidproteine (MCPs) entstanden, so dass es als Ergebnis nun ein einziges MCP mit zwei Jelly-Roll-Faltungen (double jelly-roll, DJR) anstelle von einer gibt. Die (vermutlich ursprünglichen) MCPs der Helvetiavirae mit einer einzigen Jelly-Roll-Faltung (single jelly-roll, SJR) stehen in Beziehung zu einer Gruppe von Proteinen, die die ebenfalls SJR-Faltungen enthalten, darunter die Cupin-Superfamilie und die Nukleoplasmine.
Die Archaeen parasitierenden dsDNA-Viren der Familie Portogloboviridae (bisher keinem Realm sicher zugeordnet) enthalten nur ein vertikales SJR-MCP, das bei den Halopanivirales (Helvetiavirae) anscheinend verdoppelt wurde, so dass das MCP der Portogloboviridae wahrscheinlich eine frühere Stufe in der Evolutionsgeschichte der Varidnaviria-MCPs darstellt.
Später (2021/2022) wurde jedoch ein anderes Szenario vorgeschlagen, bei dem die beiden Reiche Bamfordvirae und Helvetiavirae unabhängig voneinander entstanden sind. Dies wird unterstützt durch die Beobachtung, dass das DJR-MCP-Protein der Bamfordvirae mit dem bakteriellen Protein DUF 2961. verwandt ist, was zu einer Reorganisation des Reiches Varidnaviria führen könnte. Eine molekularphylogenetische Analyse legt nahe, dass die Helvetiavirae nicht an der Entstehung des DJR-MCP der Bamfordvirae beteiligt waren und dass sie wahrscheinlich aus der Klasse Tectiliviricetes (Phylum Preplasmiviricota der Bamfordvirae) stammen.
Es ist also möglich, dass sich das DJR-MCP der Bamfordvirae unabhängig von diesem Protein entwickelt hat, aber die Entstehung des DJR-MCP durch Duplikation des SJR-MCP der Helvetiavirae kann derzeit (2022) noch nicht ausgeschlossen werden.

## Genetische Beziehungen zwischen den Virus-Realms
Obwohl die Realms im Allgemeinen keine genetische Beziehung zueinander haben, gibt es einige Ausnahmen:
- Viren des Morphotyps der Podoviridae (Klasse Caudoviricetes im Realm Duplodnaviria) kodieren für eine DNA-Polymerase, die mit den DNA-Polymerasen von vielen Mitgliedern im Realm Varidnaviria verwandt ist, die  kodiert werden.[21]

- Eukaryoten parasitierende Viren im Reich Shotokuvirae (Realm Monodnaviria) entstanden mehrfach durch Rekombinationsereignisse, bei denen die DNA von Vorläuferplasmiden mit komplementärer DNA (cDNA) von RNA-Einzelstrang-Viren mit positiver Polarität aus dem Realm Riboviria kombiniert wurde, wodurch ssDNA-Viren der Shotokuvirae Kapsidproteine von RNA-Viren erhielten (Cruciviren oder RNA-DNA-Hybridviren, RDHVs).[7][6]

- Die Familie Bidnaviridae im Realm Monodnaviria entstand durch die Integration eines Mitglieds der Parvoviridae (Realm Monodnaviria) in ein Polinton (ein virusähnliches, selbstreplizierendes DNA-Molekül, das mit Viren im Realm Varidnaviria verwandt ist).

- Darüber hinaus kodieren Bidnaviridae für ein rezeptorbindendes Protein, das sie von Reoviridae (Realm Riboviria) geerbt haben[22]

Es kam also immer wieder in der Virus-Evolution zu Horizontalem Gentransfer zwischen den verschiedenen Realms (ebenso wie zwischen den Viren und ihren zellulären Wirten).